# ホームグロウン・テロリズム
ホームグロウン・テロリズム（英: homegrown terrorism）あるいは自国産テロリズム（英: domestic terrorism）は、自国内で、同胞の市民に対してテロ行為を行うこと。日本における報道では、略してホームグロウンテロということが多い。

## 概要

### FBIによる定義や合衆国法典による定義
FBIは自国産テロ(英: domestic terrorism)を、自国内の影響によるイデオロギーの目的を達成するための暴力的な犯罪行為と定義した。「影響」という表現ではあまりに抽象的で曖昧すぎ、多くの人には意味不明なので、FBIでは定義文の末尾、「影響」という言葉の次に「such as～（たとえば、～のような）」という表現を補っており、「たとえば政治的な、宗教的な、社会的な、人種的な、環境的な」という言葉を足している。（つまり日本語の語順で文章を組み立てれば、例として「（たとえば）自国内の政治的影響によるもの」「自国内の宗教的な影響によるもの」「自国内の社会的な影響によるもの」「自国内の人種差別的な影響によるもの」「自国内で環境問題の影響を受けたもの」と列挙していることになる）
なおFBIはDomestic terrorismの対比概念（対義語）として、国際テロリズム（international terrorism）を挙げた。
合衆国法典第18編第2331条や米国愛国者法セクション802では、主に米国国内で行われるものとされている。なお、あくまで不成立になった法案だが Violent Radicalization and Homegrown Terrorism Prevention Act of 2007 ではホームグロウン・テロリズム（英: homegrown terrorism）の定義を次のようにする文章を含んでいた。
Homegrown terrorism - The term `homegrown terrorism' means the use, planned use, or threatened use, of force or violence by a group or individual born, raised, or based and operating primarily within the United States or any possession of the United States to intimidate or coerce the United States government, the civilian population of the United States, orany segment thereof, in furtherance of political or social objectives.。
つまり、「ホームグロウン・テロリズムとは、米国内で生まれたり育ったりまたは拠点を置いている個人やグループが、米国内で、あるいはアメリカ合衆国の所有物を威嚇または強要するために、政治的あるいは社会的目的を達することを目的として、米国政府や米国の民間人などに対して力または暴力を使用、あるいはその計画を立てたり脅迫的に使用することを意味する。」としていた。

#### 具体的事件、事例
- 1995年のオクラホマシティ連邦政府ビル爆破事件[9]。- 元アメリカ陸軍兵士のティモシー・マクベイ（アイルランド系白人。湾岸戦争にも従軍。白人至上主義の過激思想、武器の所有の自由に固執する過激思想の影響を受けた。）を主犯とする一味が、車爆弾でオクラホマシティ連邦地方庁舎を爆破し、子供19人を含む168人が死亡、800人以上が負傷した。
- 2021年にワシントンD.C.で起きた合衆国議会議事堂襲撃事件は、ドナルド・トランプの支持者などが選挙で敗北したことに不満を持ちアメリカ合衆国議会議事堂を襲撃・乱入し、そこにいた議員なども襲い、アメリカ合衆国議会の機能を停止させ、さらに警察官1人に傷を負わせ死亡させたテロであり、アメリカ国内からワシントンD.C.へと集結した自国産テロリズム襲撃(英語: domestic terrorism attack)とされており、それを行った500名以上が逮捕された[10][11][12][13][14][15][16][17][18]。
- 2015年1月にフランスのパリで起きたシャルリー・エブド襲撃事件は、欧州において欧州人が移民に対して「異教徒」扱いをして差別や排斥をしていると、当然のことだが差別や排斥を受けた人は社会に不満を抱くようになり、やがて彼らを差別せず受け入れてくれるモスクに通うようになったりインターネット経由でイスラーム過激派などとも連絡をとるようになり、結果として、移民として住んでいる国でテロ行為を行う、という事情が背景にある[19][20][21][22][23]。

欧米では（難民受け入れが非常に遅れている日本とは異なっていて）中東地域・北アフリカ地域を中心としたイスラーム圏からの難民や移民も積極的に多数受け入れており、彼らは永住権を得たり、自国民となっているが（そうした人々にも福祉がしっかりと行き届いていればテロリストなどにはならないが、あいにくとそうなっておらず）、そうした（もともとは外国出身であっても）すでに「自国の人」になっている人々が国内で苦境に陥った結果テロを起こした場合も、「ホームグロウンテロ」に含めている場合は多い。
なおイスラム教は、ジハードという考え方によって人を過激化してホームグロウン・テロに向かわせる要因ともなりうる、と分析している人もいる。

### 日本国内におけるホームグロウン・テロ
1995年3月にオウム真理教が起こした地下鉄サリン事件は、テロ事件であったとみなされており、本来の定義どおりの自国産テロであったと考えられている。